# Saunders-Roe SR.53
Saunders-Roe SR.53 là một mẫu thử máy bay tiêm kích đánh chặn của Anh, sử dụng động cơ hỗn hợp gồm động cơ phản lực luồng thẳng và động cơ rocket. Do hãng Saunders-Roe phát triển dành cho Không quân Hoàng gia đầu thập niên 1950.

## Quốc gia sử dụng
Anh Quốc

## Tính năng kỹ chiến thuật
Dữ liệu lấy từ The British Fighter since 1912
Đặc điểm tổng quát
- Kíp lái: 1
- Chiều dài: 45 ft 0 in (13,72 m)
- Sải cánh: 25 ft 1½ in (7,66 m)
- Chiều cao: 10 ft 10 in (3,30 m)
- Diện tích cánh: 274 ft² (25,5 m²)
- Kết cấu dạng cánh: RAE102
- Trọng lượng rỗng: 7.400 lb (3.360 kg)
- Trọng lượng có tải: 18.400 lb (8.360 kg)
- Động cơ:
  - 1 × Armstrong Siddeley Viper 8 kiểu động cơ tuabin phản lực, 1.640 lb (7,3 kN)
  - 1 × de Havilland Spectre rocket, 8.000 lbf (35,7 kN)

 Hiệu suất bay 
- Vận tốc cực đại: Mach 2,2
- Trần bay: 67.000 ft (20.420 m[4])
- Vận tốc lên cao: 52.800 ft/phút (270 m/s)
- Tải trên cánh: 67,2 lb/ft² (328 kg/m²)
- Lực đẩy/trọng lượng (phản lực): 0,52

Trang bị vũ khí

- Tên lửa: 2 × tên lửa dẫn đường hồng ngoại de Havilland Firestreak